# Ernest Burkhart
Ernest Burkhart (Greenville, Texas, 11 de septiembre de 1892-Cleveland, Oklahoma, 1 de diciembre de 1986) fue un asesino estadounidense que participó en los asesinatos de osage como miembro de la conspiración de su tío William King Hale. Fue condenado por el asesinato de Anna Brown en 1926, sentenciado a cadena perpetua. Burkhart fue dejado en libertad condicional en 1937, pero volvió a prisión después de tratar de atracar la casa de su excuñada en 1940. Tras ser dejado en libertad condicional nuevamente en 1959, Henry Bellmon, gobernador de Oklahoma indultó a Burkhart alrededor de 1965 de su involucración en  los Asesinatos de Osage.

## Primeros años
Ernest Burkhart nació el 11 de septiembre de 1892, hijo de un humilde granjero de algodón en Greenville, Texas. Era sobrino de William K. Hale, y en 1912, con diecinueve años, se mudó al rancho de su tío en Fairfax, Condado de Osage, para buscar fortuna entre los recientes hallazgos de petróleo de la zona.
Cinco años después, en 1917, se casó con una mujer osage, Mollie Kyle. Burkhart conspiró después para matarla y así obtener su herencia familiar procedente del dinero generado por el petróleo, el cual era de 7 millones de dólares en aquel momento (150 millones de euros actuales).

## Asesinatos
William K. Hale y sus sobrinos Ernest y Bryan Burkhart conspiraron para asesinar a varios nativos osage para obtener sus derechos hereditarios después de que Ernest se casara con Mollie Kyle, nativa osage.
El 27 de mayo de 1921, Hale contrató a Kelsie Morrison con el fin de matar a la hermana de Mollie, Anna Brown, cuyo cadáver fue descubierto cerca de un barranco. Más adelante, Morrison confesó el asesinato alegando que Hale lo había contratado a cambio de que le perdonara una deuda de 600 dólares. El valor hereditario de Anna era de 100,000 dólares (1,8 millones de euros actuales). La mitad de su patrimonio fue heredado por su madre, Lizzie Q, quien falleció 60 días después. El resto del capital sucedió en las demás hermanas: Mollie Kyle, Reta Smith y Grace Bigheart.

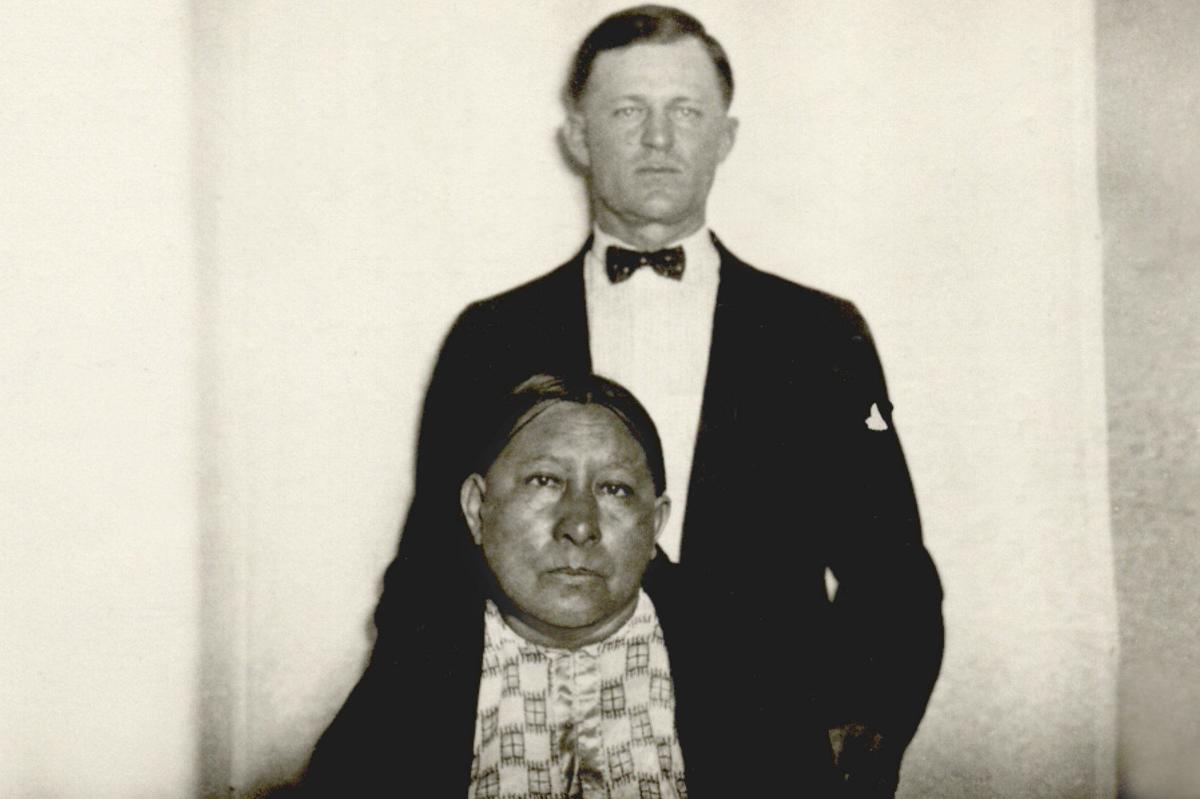
Burkhart y Mollie en 1917

A las pocas semanas del crimen, Charles Whitehorn, primo de Mollie, fue asesinado por un disparo. Aproximadamente dos meses después, Lizzie Q, madre de las hermanas, murió en extrañas circunstancias en julio de 1921. Ahora se cree que la causa pudo ser el envenenamiento, pues su patrimonio tenía un valor de 250,000 dólares (5,5 millones de euros actuales).
A finales de 1921, Joe Grayhorse, un nativo osage, murió inmediatamente después de firmar un acuerdo sobre bienes inmuebles con Hale. Su cuerpo fue encontrado cerca de Pawhuska.

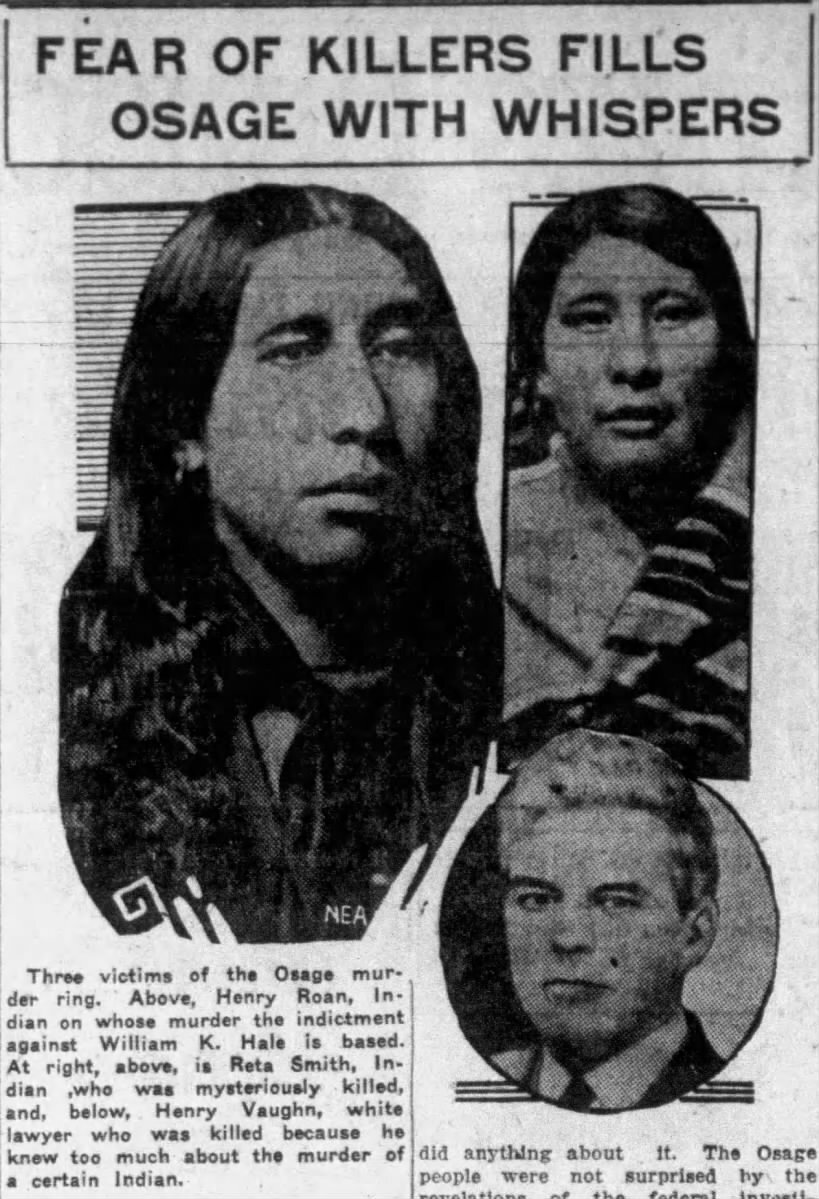
Ilustraciones en un periódico de 1926 de Henry Roan, Rita Smith y William Vaughn

El 26 de marzo de 1922, Anna Sandford falleció en extrañas circunstancias tras haber contríado matrimonio con Tom McCoy. Tras la muerte de Sandford, McCoy se volvió a casar con la sobrina de William K. Hale.
En 1922, Minnie Kile, hermana de Mollie, murió en extrañas circunstancias. Estaba casado con W. E. Smith. Un año después, el 15 de enero de 1923, Henry Roan, otro primo de Mollie, fue encontrado muerto cuatro millas al noroeste de Fairfax. Había sido disparado en la cabeza. Además, Hale tenía contratado un seguro de vida sobre Roan de 25,000 dólares (530,000 euros actuales). El empresario se refirió a Roan como "un buen amigo", y fue portador de su féretro en su funeral. Más tarde, tras el juicio, Hale fue acusado del asesinato.
En 1923, George Bigheart fue llevado a Oklahoma City para que lo tratasen médicamente por haber ingerido whisky envenenado. Hale y Ernest Burkhart trasladaron a Bigheart a un hospital, donde este solicitó ver a su abogado William Vaughn. El abogado fue asesinado cerca de unas vías de ferrocarril a las afueras de Pawhuska, al día siguiente de haber hablado con su cliente. Bigheart murió más adelante.

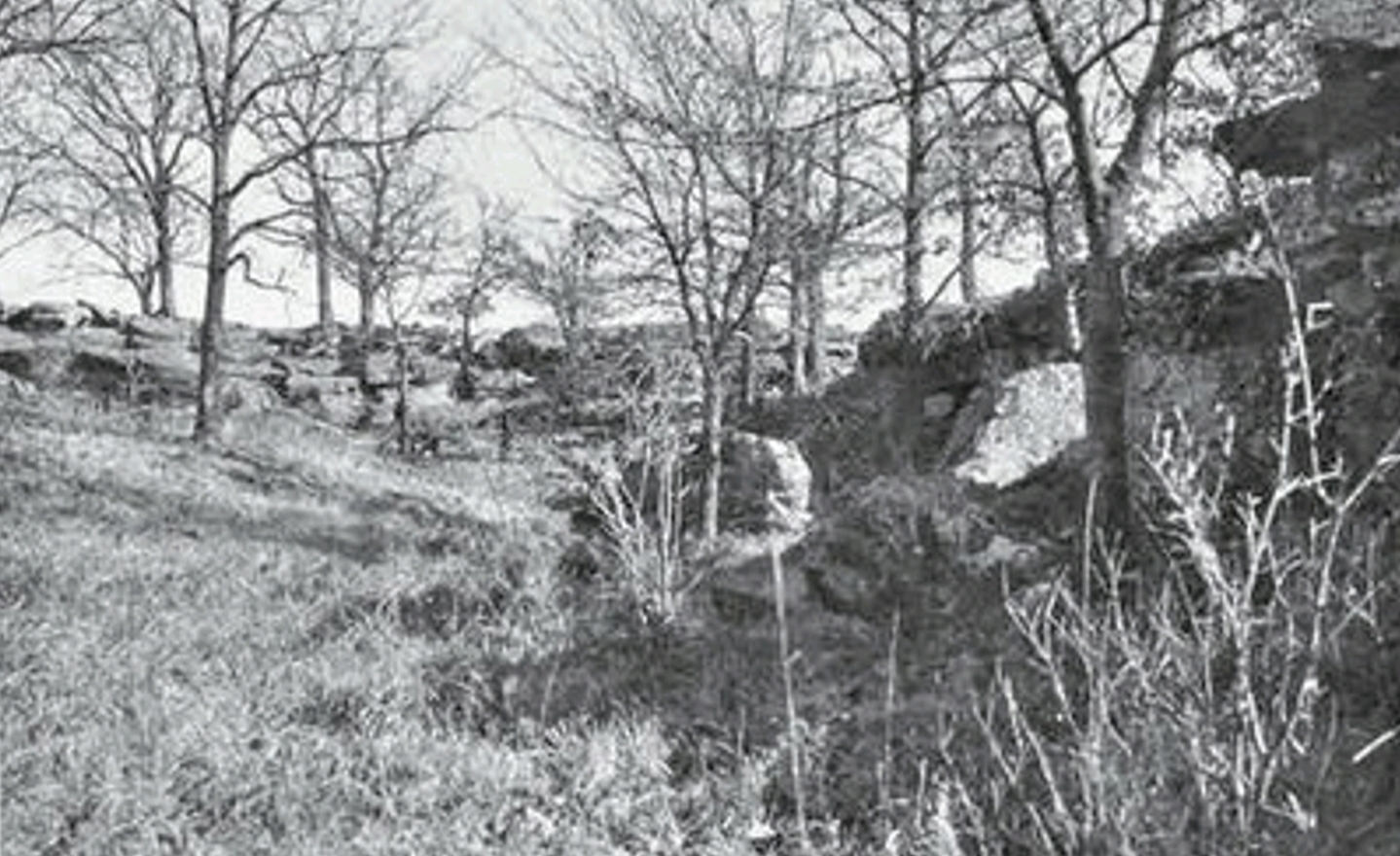
El barranco donde fue encontrado el cadáver de Anna Brown

El 10 de marzo de 1923, Reta Smith, hermana de Mollie; su marido, W. E. Smith y Netti Brookshire, criada de la casa, fueron asesinados al ser víctimas de la explosión de su casa. Mollie heredó el patrimonio de Reta.
Con el tiempo, Mollie comenzó a experimentar síntomas de envenenamiento. Se sentía enferma, y pronto descubrió que Burkhart había estado envenenándola. Tras la explosión de la casa de su hermana, se mudó a Pawhuska y se recuperó completamente. Mollie se divorció de Ernest en 1926, y sus hijos heredaron el patrimonio de su madre. 

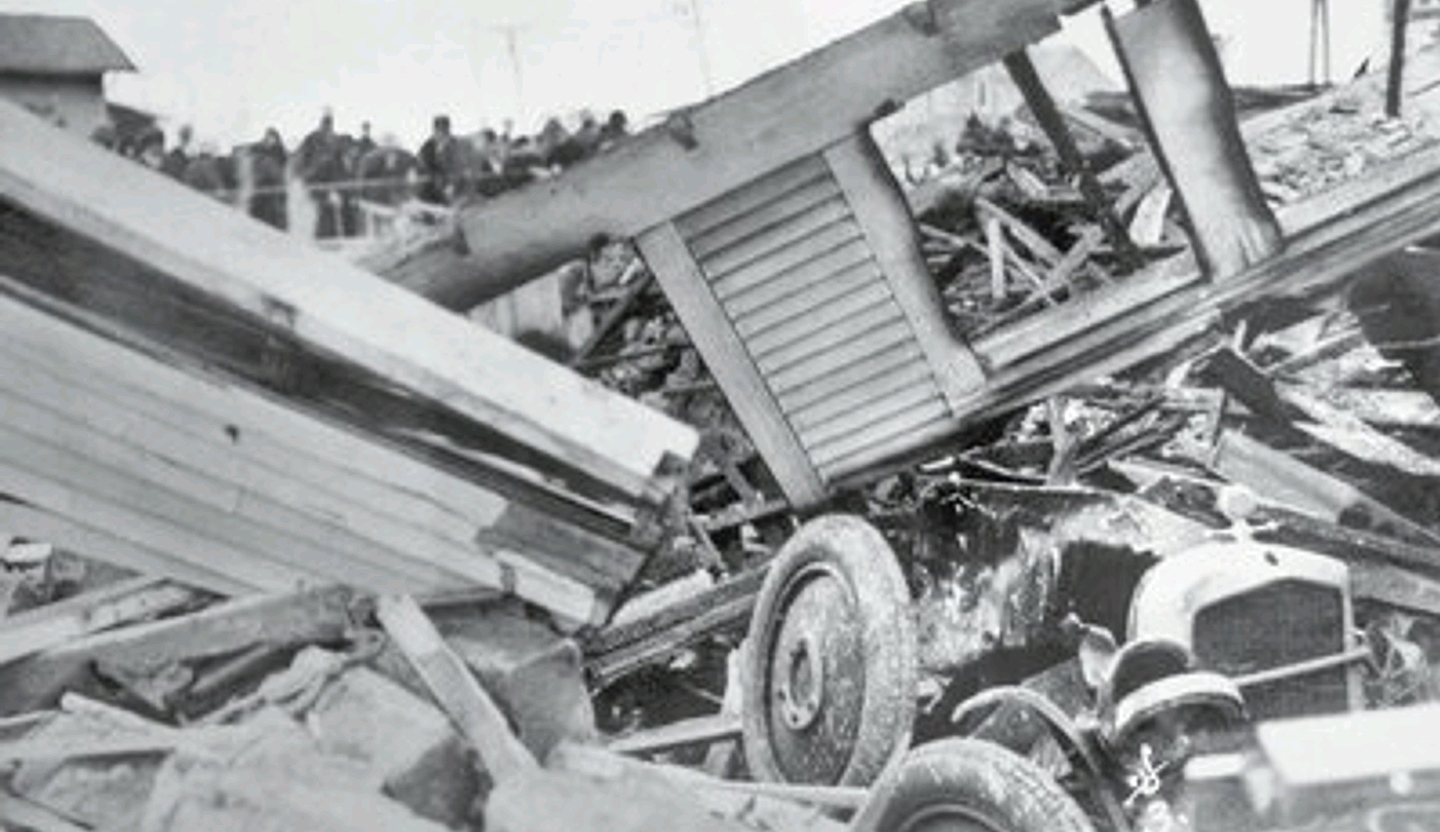
El resultado de la explosión de la casa de los Smith

Se cree que el plan completo de Hale era el de haber asesinado también a Mollie, Ernest y sus hijos, quedando el patrimonio de la familia Kyle para él solo.

### Detención y condena
El 4 de enero de 1926 se emitió una orden de arresto contra Ernest y Hale por el asesinato de Bill y Reta Smith. Ernest Burkhart fue detenido inmediatamente, pero Hale no fue encontrado. Según David Grann, Hale luego apareció vistiendo "un traje perfectamente planchado, zapatos relucientes, un sombrero de fieltro y un abrigo en el que llevaba puesto en la solapa el símbolo de la logia masónica prendido de diamantes".

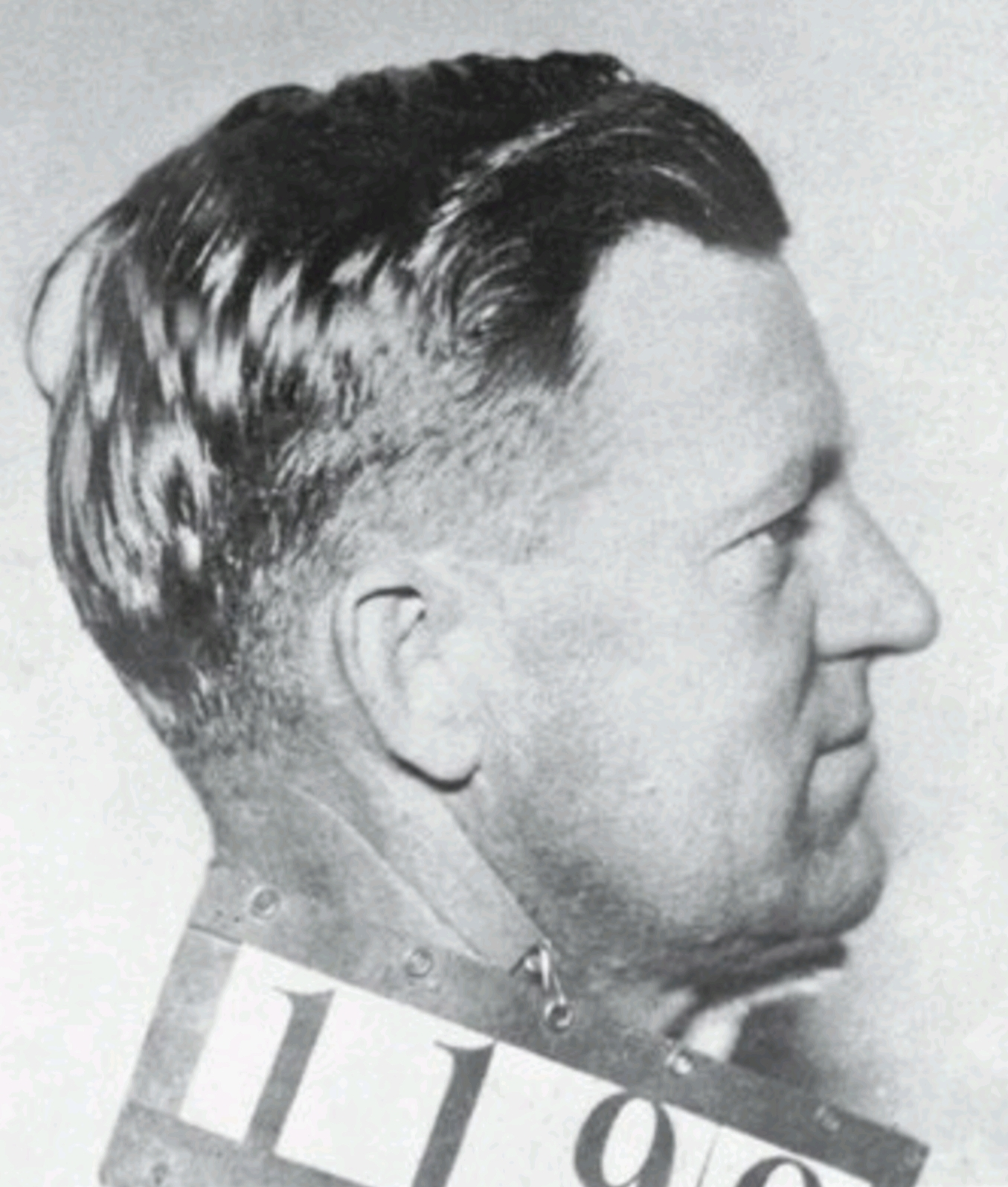
Foto policial de Bukhart en 1926

Hale sostuvo su inocencia, por lo que los agentes federales se centraron en interrogar a Ernest. Este confesó su participación en los crímenes tras haber conocido que el forajido Blackie Thompson, quien estaba bajo custodia policial por haber asesinado a un agente de policía, estaba dispuesto a testificar que Ernest trató de contratarlo para llevar a cabo los asesinatos. Cuando se le informó a Hale del testimonio de Ernest, el empresario mantuvo su inocencia. 

### Juicio
Hale fue juzgado junto a John Ramsey, cómplice de los Asesinatos de osage, en julio de 1926, por el asesinato de Henry Roan en las Cortes Federales en Guthrie, Oklahoma. Para el momento en que ocurría el juicio, Ernest Burkhart era sentenciado a cadena perpetua en las Cortes de Oklahoma.
William K. Hale fue enviado al centro penitenciario de Leavenworth en Kansas en octubre de 1929, tras haber sido declarado culpable del asesinato. Por otro lado, Burkhart fue enviado al centro penitenciario del Estado de Oklahoma el 21 de junio de 1926.

## Vida posterior y muerte

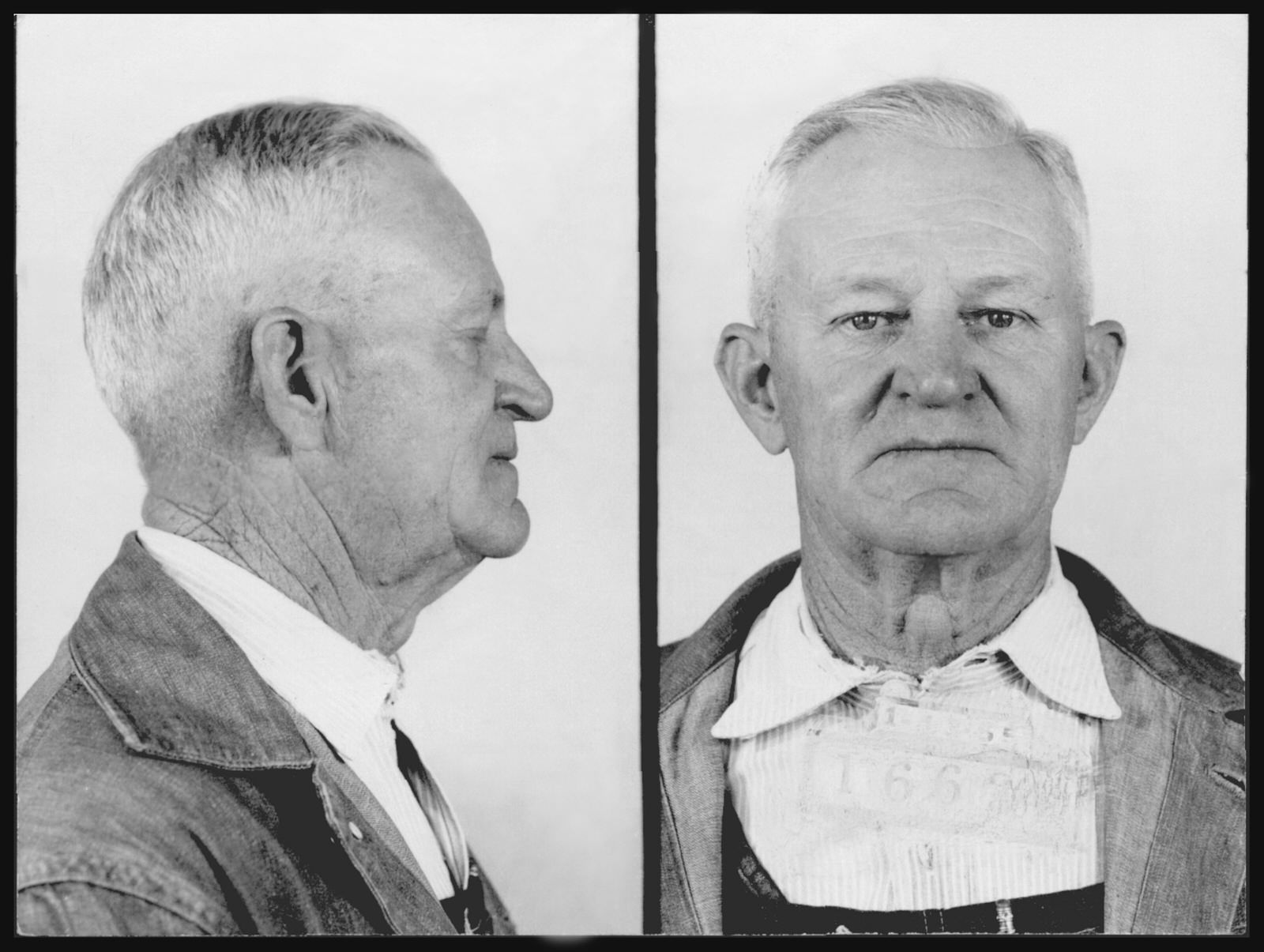
Ernest Burkhart en 1959

Ernest Burkhart fue puesto en libertad condicional en 1937, después de haber estado en prisión durante 11 años. Tres años después, robó 7,000 dólares de la casa de su antigua cuñada junto a una mujer llamada Clara Mae Goad. Fueron rápidamente detenidos y declarados culpables del delito. En 1940, Burkhart fue sentenciado a siete años de prisión y su libertad condicional fue anulada. En 1959, fue puesto en libertad condicional de nuevo y años más tarde, alrededor de 1965, perdonado por el gobernador de Oklahoma Henry Bellmon de los Asesinatos a Osage.
Después de su salida de prisión, Burkhart se mudó de nuevo al Condado de Osage para vivir con su hermano Bryan. Más tarde se trasladó a Cleveland, Oklahoma, donde vivió en un remolque "infestado de ratones".
Burkhart murió el 1 de diciembre de 1986 en Cleveland, a la edad de 94 años. En su testimonio pidió que se le cremara, y que sus cenizas fueran esparcidas por las Colinas de Osage. Su hijo James, sin embargo, "las arrojó por un puente".

## En la cultura popular
- Burkhart es una figura clave en el libro de no ficción de David Grann de 2017, Killers of the Flower Moon .
- En la película de 2023 Los asesinos de la luna, dirigida por Martin Scorsese, Burkhart fue interpretado por el actor Leonardo DiCaprio . [25]